# Еріх Поммер
Еріх По́ммер (20 липня 1889, Гільдесгайм, Провінція Ганновер — 8 травня 1966, Лос-Анджелес, штат Каліфорнія) — відомий діяч німецької і американської кінематографії. Він брав участь в русі німецького експресіонізму в епоху німого кіно як керівник з виробництва Universum Film AG (UFA) з 1924 до 1926. Відповідав за знімання багатьох відомих стрічок Веймарської республіки — «Кабінет доктора Калігарі» (1920), «Доктор Мабузе, гравець» (1922, Dr. Mabuse, der Spieler), «Нібелунги» (1924), «Міхаель» (1924), «Остання людина» (1924), «Вар'єте» (1925), «Тартюф» (Herr Tartüff, 1926), «Фауст» (1926, Faust), «Метрополіс» (1927) і «Блакитний ангел» (1930). Пізніше Поммер працював у вигнанні в Америці і повернувся до Німеччини після війни.

## Ранні роки і кар'єра

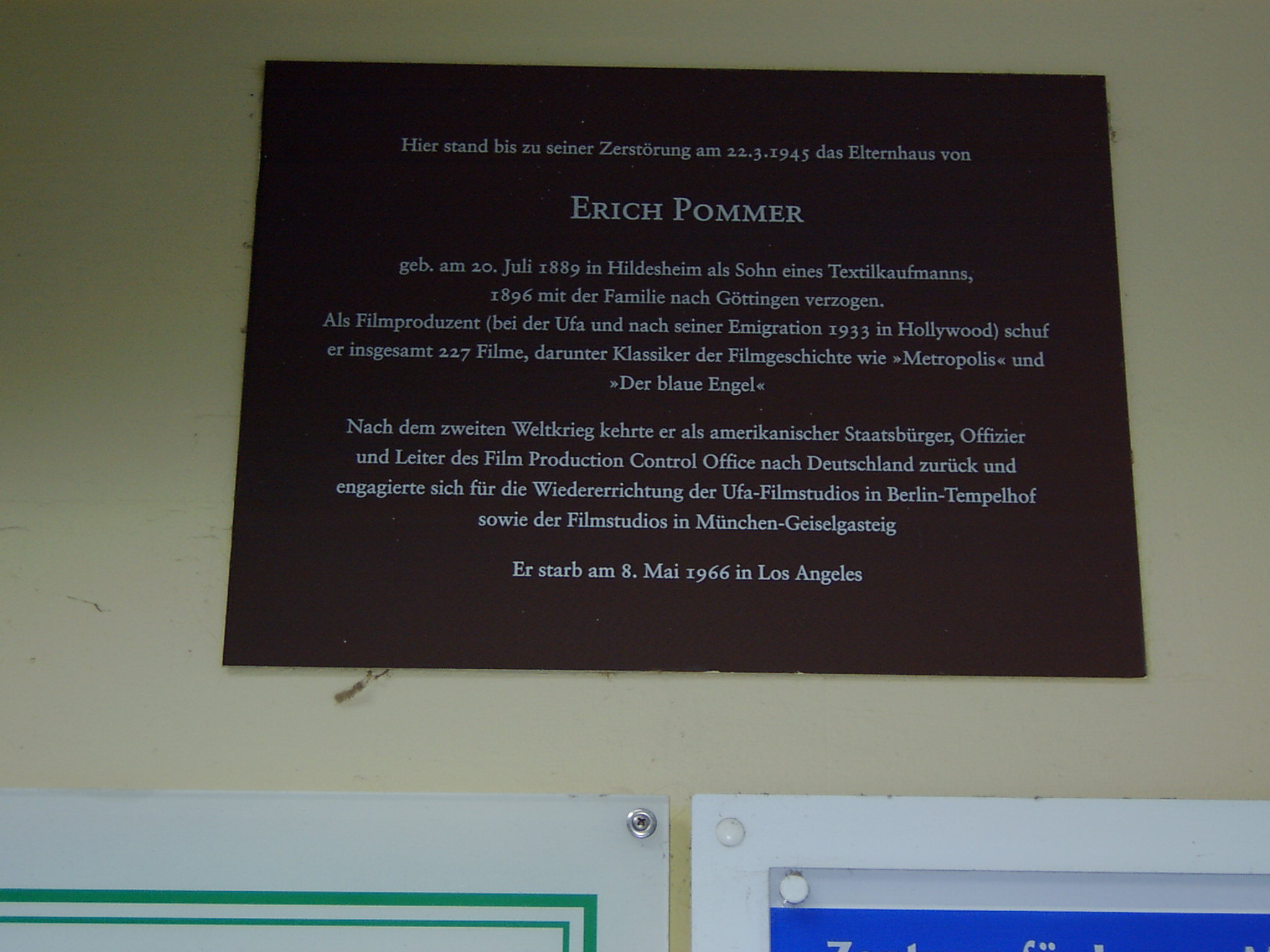
Пам'ятна дошка в Гільдесгаймі

Еріх Поммер народився в Гільдесгаймі, Ганновер, у сім'ї Густава і Анни Поммер. Після практики у Herrenkonfektion Machol & Lewin, Поммер почав свою кар'єру у 1907 році в німецькому відділенні компанії Gaumont, згодом перейшовши у Віденське відділення у 1910 році. У 1912 Поммер завершив службу в армії і став представником французької компанії Éclair у Відні, де відповідав за Центральну і Східну Європу. З 1913, він був головним представником Éclair в Центральній Європі, Данії, Швеції, Норвегії і Польщі, мешкаючи у Берліні. У тому ж році він одружився з Гертруд Леві і став, спільно з Марселем Вандалем, генеральним директором Éclair. Під керівництвом Поммера компанія починає випуск художніх фільмів, включаючи Das Geheimnis der Lüfte/Le mystère de l'air. Інші 5 фільмів було представлено у 1915 році.
За фінансової підтримки Éclair і спільно з Фріцем Гольцем, Поммер заснував у 1915 році Decla-Film-Gesellschaft-Holz&Co (Decla Film Society Holz&Co.) у Берліні. Decla («Німецький Eclair») випускала пригодницькі фільми, детективні історії, драми, короткометражні фільми. Її прокатний підрозділ, під керівництвом Ерманна Саклікауера, також показував іноземні стрічки. Під час Першій світової війни Поммер служив на Західному і Східному фронтах, але після поранень повернувся в 1916 році до Берліна, де відповідав за найм учителів і пізніше за Службу фільмів і картин (BUFA). Після об'єднання e 1919 компаній Decla і Meinert-Film-Gesellschaft, Рудольф Майнерт починає керувати виробництвом і Еріх Поммер відповідає за зв'язки із закордоном. Decla стає більше амбіційною. Створюються бренди «Decla Abenteuerklasse» (що включає стрічку Фріца Ланга Die Spinnen. 2. Teil: Die Brillantenschiff) і «Decla Weltklasse» (включаючи «Кабінет доктора Калігарі» (1919), режисер Роберт Віне).
Decla об'єдналася з German Bioskop AG, створивши Decla Bioskop AG і ставши у 1920 другою найбільшою німецькою кінокомпанією після UFA. Їй належала студія в Нюбальсберзі і мережа кінотеатрів. Були створені дві дочірні компанії: Uco-Film GmbH і Russo Films. Компанія Uco film GmbH, в заснуванні якої брав участь друкарський дім Ullstein, займалася зніманням довготривалих новел. Вийшли «Schloß Vogeloed — Die Enthüllung eines Geheimnisses» і «Примара», під керівництвом Фрідріха Вильгельма Мурнау, а також фільм Фріца Ланга «Доктор Мабузе, гравець». У інтерв'ю 1922 року, Поммер заявив що міжнародний успіх німецьких фільмів має бути пов'язаний з виробництвом якісних картин.
Поммер зібрав навколо себе інших режисерів (Карл Фроліх і Фріц Вендгаузен), сценаристів (Теа фон Гарбу, Карл Майєр і Роберт Лібман), операторів (Карл Фройнд, Карл Гоффман, і Віллі Гамістер), архітекторів Вальтер Рьоріг і Роберт Герлт), а також акторів і актрис. У листопаді 1921, Decla Bioskop перейшла під контроль UFA, хоча і мала невелику самостійність.
На початку 1923 року, Еріх Поммер увійшов до складу правління UFA як відповідальний за операції Decla Bioskop. В цей же час він стає першим головою Центральної Організації Кінематографії, яка сформувала німецьке кінематограф часів Веймарської республіки . У цей період вийшло багато картин, що отримали міжнародне визнання, — «Остання людина» (Der letzte Mann, 1924), «Вар'єте» (1925, Varieté), «Фауст» (1926, Faust), і «Манон Леско» (1926, Manon Lescaut). Висока вартість знімання привела UFA до фінансової кризи. Нарешті, внаслідок величезного збільшення вартості стрічки «Метрополіс» (1927, Metropolis), контракт Поммеру не було подовжено.
Працюючи в Paramount Pictures в США, він випустив два фільми за участю Поли Негрі, «Готель Імперіал» (Hotel Imperial) и «Колючий дріт» (Barbed Wire) (обоє в 1927). Після нетривалої роботи в MGM, Поммер повертається в UFA (1927). З Америки Поммер привіз організаційні і технічні нововведення. Як продюсер «Erich-Pommer-Produktion der Ufa», він випускає «Heimkehr» і «Ungarische Rhapsodie» (обидва в 1928). Еріх Поммер — піонер багатомовних версій: «Мелодія серця» (Melodie des Herzens|Melodie des Herzens/Melody of the Heart), що вийшла наприкінці 1929 у Берліні, містить версії англійською, французькою, угорською мовами, а також німу версію. «Erich-Pommer-Produktion der Ufa» випускає декілька хітів в наступні роки, передусім картину Джозефа фон Штернберга «Блакитний ангел» (1930, Der Blaue Engel) за участю Марлен Дітріх.

## Вигнання і подальше повернення
Під час «аріанізації» Німеччини ранніх роках нацистського режиму у 1933 році, UFA анулювала контракт Поммера і він був вимушений працювати за кордоном в Fox Film Corporation, спочатку в Парижі, де він випускає картини Макса Офюльса «On a volé un homme» (1933) і Фріца Ланга «Liliom» (1934), потім в Голлівуді. У 1936, він працює у Британії для Олександр Корда («Полум'я над Англією», Fire Over England, 1937). 1937 року він заснував компанію Mayflower Picture Corp. з Чарльзом Лоутоном. Їх перший фільм, «Судно гніву» (Vessel of Wrath, також знаний як «Бродяга»), був єдиною спробою Поммера у режисурі. У 1938, він випустив «Тротуари Лондона» (Sidewalks of London, режисер Тім Вілан), за участю Лоутона і Вів'єн Лі), і у 1939 фільм Альфреда Хічкока «Таверна "Ямайка"» також з Лоутоном.
У 1939 році Поммер підписав контракт з голлівудською RKO Pictures для якої зробив дві картини. Після серйозної хвороби в 1941 (він пережив серцевий напад), його контракт з RKO не було продовжено. Фінансові труднощі змусили його з дружиною працювати на порцеляновій фабриці. Поммер став громадянином США 1944 року.
У 1946 році Поммер повернувся до Німеччини, де обіймав важливу посаду в службі кінематографа американського військового уряду Німеччини і відповідав за реорганізацію німецькій кіноіндустрії, реконструкцію студій і видачу ліцензій. Після декількох суперечок, у 1949 році він подав у відставку і повернувся до Америки. Там Поммер намагався запустити «Signature Pictures» для випуску німецько-американських фільмів, але зазнав невдачі.
У 1951 році він відкрив «Intercontinental Film GmbH» у Мюнхені, випустивши декілька картин: «Nachts auf den Strassen» (1951) і «Діти, мати та генерал» (Kinder, Mütter und ein General, 1955). Проте, його обмежені можливості(Поммер вимушений був пересуватися на інвалідному візку після ампутації ноги) змусили його повернутися до Каліфорнії і закінчити кар'єру продюсера.
Помер у 1966 році в Лос-Анджелесі, Каліфорнія.

## Нагороди
- 1953 Німецька нагорода за «Nachts auf den Strassen».
- 1955 Премія Золотий Глобус за Найкращий іноземний фільм — за «Діти, мати та генерал».
- 1956 Gran-Prix de l'Union de la Critique de Cinéma (UCC) за «Діти, мати та генерал».